# Base aérienne de Nörvenich

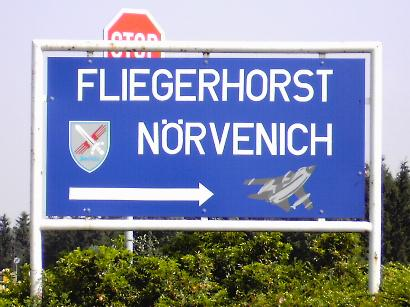
Entrée de la base de Nörvenich

La base aérienne de Nörvenich est une base aérienne de la Luftwaffe située dans l'arrondissement de Düren en Allemagne en Rhénanie-du-Nord-Westphalie. Cette base était initialement prévu pour une utilisation par le Royal Air Force britannique (RAF). Ainsi, dans les années 1950, ont été construites de nouvelles bases de la RAF, qui étaient situées près de la frontière avec les Pays-Bas et donc aussi loin de la frontière intérieure allemande.